# Витвер, Николай Александрович
Николай Александрович Витвер (2 июня 1882, Тверская губерния — 2 апреля 1959, Пенза) — русский советский музыкальный педагог, музыкант.

## Биография
Выпускник Московской консерватории, ученик педагога, исполнителя, дирижёра, директора Московской консерватории В. И. Сафонова. В 1904 году приехал в Пензу, создал свой класс и преподавал курс фортепиано в Пензенском музыкальном училище, вëл классы гармонии и анализа формы, участвовал в симфонических и камерных вечерах, в работе Народной консерватории.
В 1917—1918 годах — руководил Пензенским училищем, в 1924 году вернулся к педагогической деятельности. В 1936—1937 годах вновь был назначен завучем училища, затем на преподавательской работе. Во время Великой Отечественной войны выступал в госпиталях, перед бойцами Красной Армии. С 1946 вернулся в музыкальное училище, кроме фортепиано вëл классы гармонии и камерного ансамбля.
Любимец публики, блестящий концертант. Выступал с концертами фортепианной музыки в Москве, Петербурге, Пензе и других городах, которые пользовались большой популярностью. По мнению искусствоведов, Витвер «в Пензе много лет возглавлял пианистическую школу». Заложил основы Пензенской фортепианной школы.
За многие годы преподавания в училище им подготовлено более 100 пианистов.

## Память
- Именем Н. А. Витвера назван пензенский областной конкурс молодых пианистов.